# Stok (anatomia)
Stok (łac. clivus) – w anatomii człowieka pochyła powierzchnia na wewnętrznej powierzchni podstawy czaszki. W wymiarze poprzecznym jest nieco wklęsła, a w wymiarze podłużnym opada ku tyłowi i dołowi. Stok utworzony jest w większej części przez powierzchnię górną części podstawnej kości potylicznej, którą ku przodowi uzupełnia fragment powierzchni wewnętrznej trzonu kości klinowej. Na stoku spoczywa most i rdzeń przedłużony, a także tętnica podstawna, tętnice kręgowe i splot podstawny. Od przodu stok graniczy z grzbietem siodła tureckiego. Tylny brzeg stoku dochodzi do przedniej krawędzi otworu wielkiego. W tej okolicy do stoku przyczepia się błona pokrywająca (łac. membrana tectoria).